# Waldemar Kozyra
Waldemar Piotr Kozyra – polski historyk, profesor nauk humanistycznych, wykładowca Uniwersytetu Marii Curie Skłodowskiej w Lublinie.

## Życiorys
W 1985 ukończył studia historyczne na Uniwersytecie Marii Curie Skłodowskiej w Lublinie, a w 1987 studia prawnicze na tej samej uczelni. Podjął pracę w Zakładzie Historii Najnowszej UMCS na stanowisku asystenta. Kierował Wojewódzkim Urzędem Pracy w Lublinie. 13 listopada 1996 uzyskał stopień doktora na podstawie rozprawy Urząd Wojewódzki w Lublinie w latach 1919–1939. Studium z dziejów organizacji i funkcjonowanie administracji państwowej w II Rzeczypospolitej (promotor Zygmunt Mańkowski). W 2010 uzyskał stopień doktora habilitowanego na podstawie rozprawy Polityka administracyjna ministrów spraw wewnętrznych Rzeczypospolitej Polskiej w latach 1918–1939. 3 lutego 2025 uzyskał tytuł profesora nauk humanistycznych. Był promotorem czterech rozpraw doktorskich.
W 2019 objął kierownictwo Zakładu Historii Społecznej XX wieku, a następnie Katedry Historii Społecznej i Edukacji UMCS. Od 1 lutego 2023 roku kieruje Pracownią Historii Społeczeństwa Obywatelskiego i Samorządności Lokalnej UMCS. Jest członkiem Komisji Historycznej Polskiej Akademii Nauk.

## Wybrane publikacje
Opracowano na podstawie materiałów źródłowych.
- 1999: Urząd Wojewódzki w Lublinie w latach 1919–1939
- 2009: Polityka administracyjna ministrów spraw wewnętrznych Rzeczypospolitej Polskiej w latach 1918–1939
- 2019: Urząd Wojewody Lubelskiego w latach 1919–2019. Sto lat funkcjonowania w różnych ustrojach politycznych i systemach administracyjnych